# Ferenc Gyurcsány

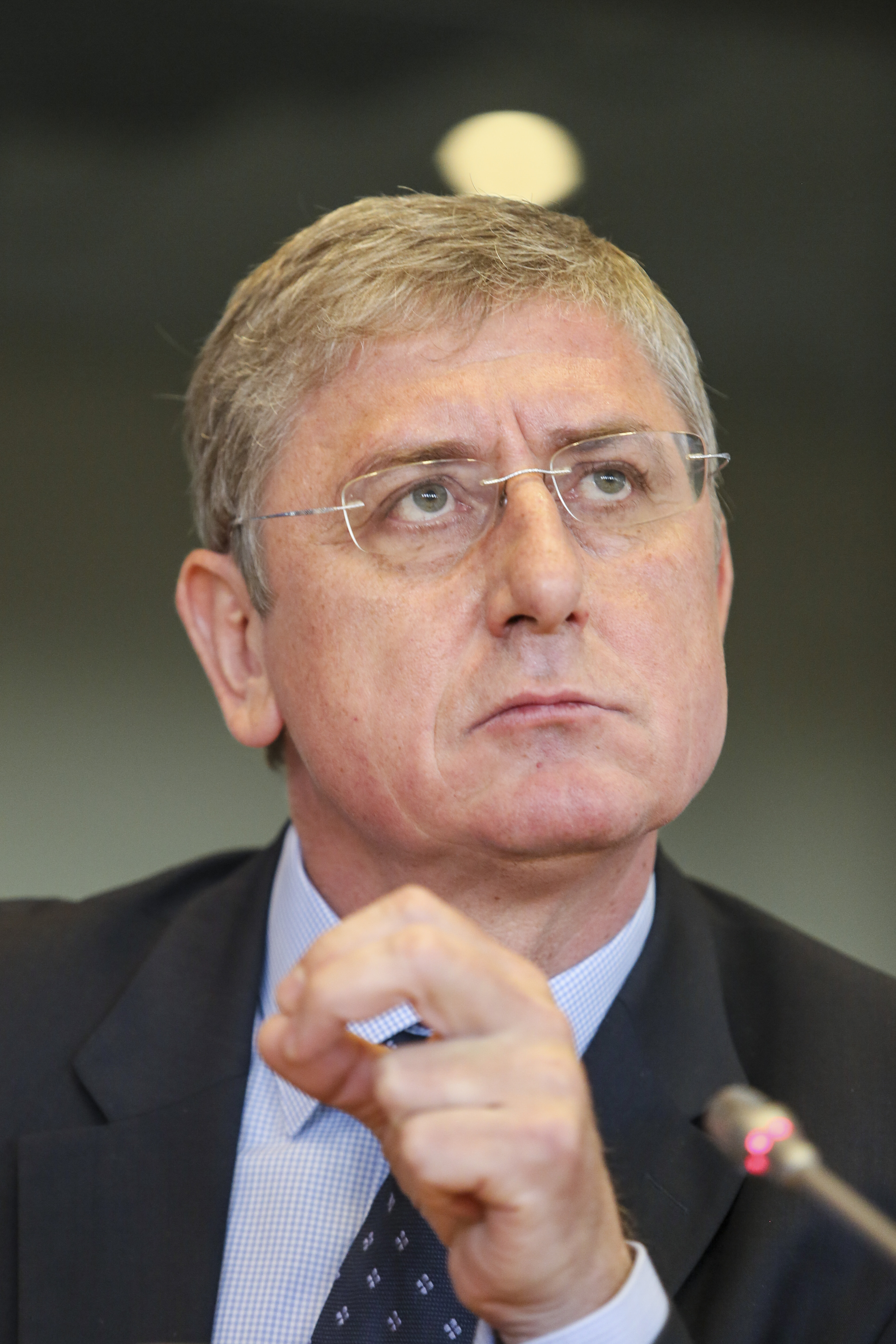
In 2015

Ferenc Gyurcsány [ˈfɛrɛnʦ ˈɟurʧaːɲ], anhörenⓘ (* 4. Juni 1961 in Pápa) ist ein ungarischer Geschäftsmann und Politiker. Er war von September 2004 bis April 2009 Ministerpräsident von Ungarn und von 2007 bis April 2009 Vorsitzender der MSZP. Von 2011 bis 2025 stand er der Demokratikus Koalíció vor.

## Leben

### Jugend und Ausbildung
Gyurcsány studierte an der Universität Pécs (Fünfkirchen) Pädagogik und Wirtschaftswissenschaften. Er war von 1983 bis 1988 der Sekretär der Jugendorganisation der Ungarischen Sozialistischen Arbeiterpartei (Kommunistischer Jugendbund, Kommunista Ifjúsági Szövetség – KISZ) von Pécs. 1988–89 war er Präsident des Universitäts- bzw. Hochschulrates des KISZ. 1989 war er kurze Zeit lang der Sekretär des Zentralrates des KISZ.

### Privatwirtschaft
Vor der Wende in Ungarn war Gyurcsány ein linientreues Mitglied der Ungarischen Sozialistischen Arbeiterpartei, die das Land bis 1989 diktatorisch regierte. Als KISZ-Sekretär hatte er noch 1988 seinen eigenen Vater als „gentroides Element“ dafür kritisiert, dass er den Ungarischen Volksaufstand von 1956 als Revolution bezeichnet hatte. („Mein Vater ist ein gentroides Element, der 1956 bis heute als Revolution bezeichnet“). Gleichwohl wurde er nach der Wende, insbesondere während seiner Amtszeit als Ministerpräsident, zu einem der kompromisslosesten Vertreter der Freien Marktwirtschaft in Ungarn.
So wechselte er gleich nach 1989 in die Privatwirtschaft und arbeitete zunächst als Angestellter verschiedener Investmentunternehmen. 1992 gründete er die Altus AG, die sich zu einer der größten Investmentfirmen Ungarns entwickelte, mit einem Marktwert von 3,5 Mrd. Forint (ca. 14,5 Mio. €). Gyurcsány führte das Unternehmen bis 2002 selbst. Danach war er bis 2003 Chef des Aufsichtsrates. Er betreibt zudem ein Bauxitaufbereitungswerk und ist Eigentümer mehrerer Immobilien, darunter des Budapester Klubs der Parlamentsabgeordneten und der ehemaligen Ferienanlage der ungarischen Regierung in Balatonőszöd am Balaton. Der Erwerb dieser ursprünglich staatlichen Immobilien ist wegen der verhältnismäßig niedrigen, teilweise in langfristigen Raten gezahlten Kaufpreise stark umstritten.

### Politischer Aufstieg und erste Amtszeit als Ministerpräsident

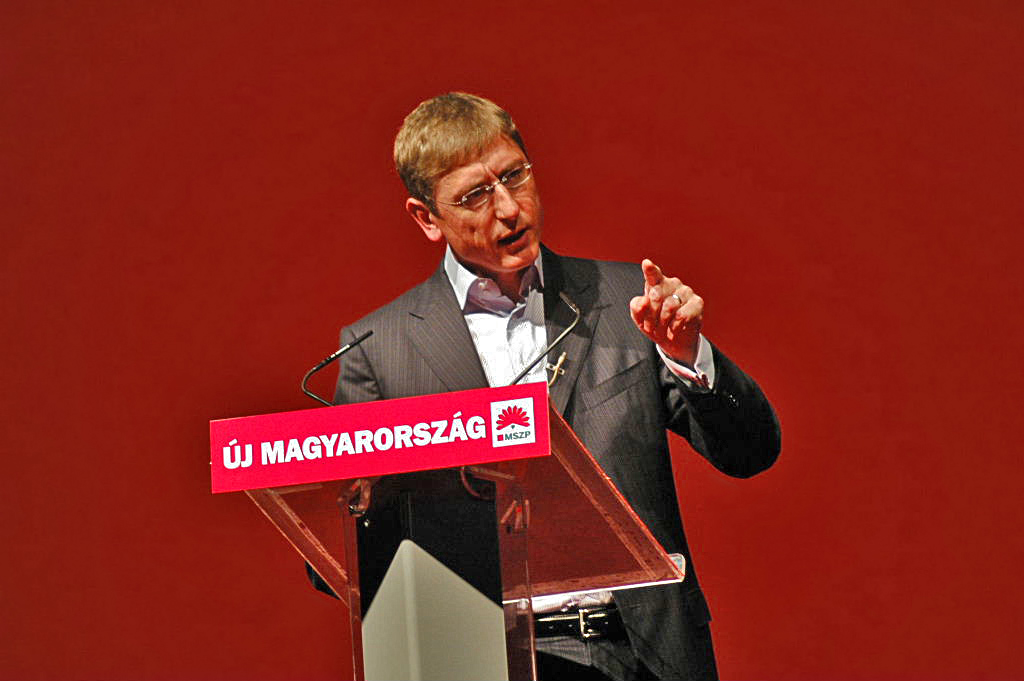
Ferenc Gyurcsány (2006)

Gyurcsány war Mitglied der Sozialistischen Partei Ungarns (Magyar Szocialista Párt – MSZP). 2003 wurde er in den Ausschuss der Partei gewählt. 2004 wählte man ihn zum Präsidenten der Parteiorganisation im Komitat Győr-Moson-Sopron.
Er galt als einer der engsten Mitarbeiter des seit 2002 amtierenden (parteilosen, jedoch mit den Stimmen der Sozialisten und der Liberalen gewählten) Ministerpräsidenten Péter Medgyessy und wurde dessen strategischer Hauptratgeber. Nach der ersten Regierungsumbildung Medgyessys im Jahr 2003 wurde er Minister für Kinder, Jugend und Sport.
Im September 2004 entzog ihm Medgyessy sein Vertrauen. Daraufhin gab er seinen Rücktritt als Minister bekannt. Ende August 2004 zerfiel die Medgyessy-Regierung – möglicherweise auch auf Druck des Kabinetts. Die MSZP hatte nun die Möglichkeit, für das Amt des Ministerpräsidenten zwischen zwei Nachfolgekandidaten zu wählen: Gyurcsány und Péter Kiss, dem Stellvertreter Medgyessys. Die Wahl fiel mit großer Mehrheit auf Gyurcsány, was zu Gerüchten führte, er selbst habe ursprünglich im Hintergrund gestanden und zum Sturze Medgyessys verholfen, um an die Macht zu kommen.
Gyurcsány wurde am 28. September als Ministerpräsident vereidigt, die Mitglieder seiner ersten Regierung legten am 4. Oktober ihren Amtseid ab. In der Folge gab er das Amt als Parteichef von Győr-Moson-Sopron ab.

### Zweite Amtszeit: landesweite Proteste und Abstieg in der öffentlichen Meinung
Nach den Wahlen vom April 2006 wurde die Regierung Gyurcsány als erste ungarische Regierung nach der Wende durch Wiederwahl im Amt bestätigt. Zusammen mit ihrem Koalitionspartner, der liberalen SZDSZ, kam die MSZP auf einen Anteil von knapp 53 % der abgegebenen Stimmen.
Allerdings gelangte am 17. September 2006 eine parteiinterne Őszöder Rede Gyurcsánys vom 26. Mai 2006 an die Öffentlichkeit, in der er den Abgeordneten seiner Fraktion nicht nur darüber berichtete, wie er und seine engeren Vertrauensleute die Öffentlichkeit jahrelang durchweg belogen hatten, um die jüngsten Parlamentswahlen zu gewinnen, sondern auch anmahnte, dass nunmehr die gesamte sozial-liberale Regierung größte Mühe haben werde, all dies auch weiterhin geheim zu halten. Die Rede rief nach ihrem Bekanntwerden bei großen Teilen der ungarischen Bevölkerung Wut und Empörung hervor, die Oppositionsparteien verlangten den Rücktritt Gyurcsánys, die Abgeordneten von Fidesz und KDNP verließen künftig vor seinen Auftritten im Parlament die Sitzung.
Auch infolge dieser Rede (im Zusammenhang mit den vorausgegangenen Wahlen) kam es im Oktober gleichen Jahres anlässlich der 50-Jahre-Gedenkfeierlichkeiten zum Volksaufstand zu erbitterten Massendemonstrationen gegen Gyurcsány, bei denen die brutalen Polizeieinsätze (es wurde mit Gummigeschossen teilweise gezielt auf Gesichtshöhe in die Menschenmenge gefeuert, wobei einem der Demonstranten das Auge ausgeschossen, einem anderen das Kinn durchschossen wurde) landesweit für weitere Empörung sorgten – dies nicht zuletzt auch, weil Gyurcsány ohnehin bereits zuvor durch seine offen rücksichtslose Sozialpolitik erheblich an Sympathien eingebüßt hatte (beispielsweise hatte er selbst in einer Rede auf dem Kongress der Kommunalgemeinde der MSZP 2004 seine Wirtschafts- und Finanzierungsmethodik erläutert: „Wie kann man diese öffentlichen Einnahmen – das werden demnächst so um die 22–23 tausend Milliarden Forint sein – diese öffentlichen Einnahmen so verteilen, zumindest den Anteil, den wir beschlossen haben, von den Menschen wegzunehmen, nicht weil die das so wollen, sondern weil wir die Stärkeren sind, weil die Staatsmacht uns gehört und wir das wegnehmen können, dass das, was wir ihnen wegnehmen, wir wenigstens so verteilten, dass die Mehrheit denkt, dass es so, na ja, so in etwa in Ordnung ist“, ungarisch Hogyan lehet ezt a közös jövedelmet – ez olyan jövőre 22–23 ezer milliárd forint – ezt a közös jövedelmet úgy elosztani, annak legalább azt a részét, amiről úgy döntünk, hogy elvesszük az emberektől, nem azért mert akarják, hanem azért mert mi erősebbek vagyunk és miénk az államhatalom és ezt elvehetjük, hogy azt amit elveszünk tőlük, azt legalább úgy osszuk szét, hogy arról a többség úgy gondolja, hogy na ez jó körülbelül rendben van.)
Dennoch wurde Ferenc Gyurcsány im Kongress der MSZP am 24. Februar 2007 mit 89 % der Stimmen zum Parteivorsitzenden gewählt. Nachdem er am 21. März 2009 mit 85 % der Stimmen erneut zum Parteivorsitzenden gewählt wurde, erklärte er nur eine Woche später seinen Verzicht auf dieses Amt. Am 21. März 2009 kündigte Gyurcsány seinen Rücktritt vom Amt des Ministerpräsidenten an.

### Rücktritt und Korruptionsvorwürfe
Am 14. April 2009 schied er durch ein von ihm selbst und seiner eigenen Partei initiiertes konstruktives Misstrauensvotum aus dem Amt des ungarischen Ministerpräsidenten. Daraufhin versuchte die MSZP, ihr schwer angeschlagenes öffentliches Image zu retten, indem sie den bisherigen Entwicklungs- und Wirtschaftsminister Gordon Bajnai (einstiger KISZ-Kollege Gyurcsánys und dessen enger wirtschaftlicher Vertrauter) ins Amt des Ministerpräsidenten wählte. Es wurde nun begonnen, durch drastische Sparmaßnahmen die wirtschaftlichen Schäden sowie die Staatsschulden zu begrenzen, was jedoch nichts mehr half: bei der kurz darauffolgenden Parlamentswahl 2010 erzielte das bis dahin oppositionelle bürgerlich-konservative Wahlbündnis von Fidesz unter Viktor Orbán sowie der Christlich-Demokratischen Volkspartei (KDNP) einen erdrutschartigen Sieg.
Nachdem seine MSZP zur Oppositionspartei geworden war, zog Gyurcsány auf deren 4. Listenplatz zunächst als normaler Abgeordneter ins neugewählte ungarische Parlament ein, bis ihm selbiges am 12. September 2011 die Immunität entzog. Hintergrund waren die Vorgänge rund um die Affäre Sukoro. Gyurcsány soll dabei Einfluss auf einen Grundstückstausch zwischen einer amerikanisch-deutsch-israelischen Investorengruppe um Joav Blum und dem ungarischen Staat genommen haben, bei dem, aufgrund falscher Schätzungen, Ungarn einen Verlust von 1,3 Milliarden Forint erlitt.
Unter anderem die Korruptionsvorwürfe, sein genereller Umgang mit Rechtsstaatlichkeit bzw. politischer Verantwortlichkeit (unsoziale Politik, die Őszöder Rede, die Polizeieinsätze bei den Demonstrationen 2006, Verwicklungen in Veruntreuungen, was das Land an den Rand des Bankrotts geführt hat, s. o.), aber auch seine vielerseits als menschenverachtend empfundenen öffentlichen Äußerungen (so hatte er 2004 in einem TV-Interview das Bestreben nach Wohlstand und Lebensqualität folgendermaßen beschrieben: „Wer eine Zweizimmer-Wohnung hat, der hätte normalerweise eine mit drei verdient, wer drei hat, vier, wer vier hat, ein Einfamilienhaus; wer eine alte, alternde, ältlich-werdende Ehefrau hat, der hätte eine jüngere verdient, und wer ein unordentliches Kind hat, ein ordentlicheres ...aber natürlich hätte er das verdient!“, wodurch er v. a. Frauenrechts-Organisationen gegen sich aufbrachte) haben maßgeblich dazu beigetragen, dass er in Ungarn laut offiziellen Meinungsstudien als der umstrittenste wie unbeliebteste Ministerpräsident der Nachwende-Zeit gilt.

### Trennung von der MSZP
Am 22. Oktober 2010 gründete Gyurcsány eine parteiinterne Plattform mit dem Namen „Demokratikus Koalíció Platform“ (Plattform Demokratische Koalition). Als Ziel der Gruppierung gab er eine interne Erneuerung der Partei an und geriet damit bald in Clinch mit der Parteiführung unter Attila Mesterházy. Die sich über Monate hinziehenden Konflikte führten schließlich zum Bruch: Am 22. Oktober 2011 gaben Gyurcsány und neun weitere Mandatare ihren Austritt aus der Partei sowie aus der Fraktion der Sozialisten bekannt. Sie gründeten daraufhin die Demokratikus Koalíció (DK) als eigenständige Partei und traten zur Parlamentswahl 2014 im linksgerichteten Wahlbündnis „Összefogás“ unter anderem wieder gemeinsam mit der MSZP an. Gyurcsány wurde dabei als eines von vier DK-Mitgliedern erneut ins ungarische Parlament gewählt. Er ist dort seit 2011 fraktionsloser Abgeordneter.

## Privates
Gyurcsány erhielt als Jugendlicher von seinem Russischlehrer den Scherznamen „Fleto Fletonowitsch Jemeljan“ – von hier stammt sein in Ungarn sehr bekannter Spitzname „Fletó“.
Er ist seit 1994 in dritter Ehe mit Klára Dobrev verheiratet, der Enkelin des ZK-Sekretärs und Parlamentspräsidenten in der Kádár-Ära, Antal Apró. Gyurcsány hat insgesamt fünf Kinder aus zweiter und dritter Ehe.
Während der Flüchtlingskrise des Sommers 2015 nahmen Gyurcsány und seine Frau mehrfach Flüchtlinge in ihr Privathaus auf.
Gyurcsány wurde in der Vergangenheit mehrfach in der Liste der 100 reichsten Ungarn der Tageszeitung Magyar Hírlap geführt. Diese schätzte sein Vermögen im Jahr 2003 auf etwa 3,5 Milliarden Forint, was zum damaligen Wechselkurs 13,5 Millionen Euro entsprach. Der Spiegel berichtete 2006, dass sein Privatvermögen auf „über zehn Millionen Euro“ geschätzt werde.